# المحيط الهادئ (مسلسل)
المُحِيطُ الهَادِئ هو فِلمٌ وَثائِقِيٌّ بَرِيطَانِيٌّ لِوحدة التاريخ الطبيعي في هيئة الإذاعة البريطانية، بَدأ بَثُّهُ على بي بي سي تو في 10 مايو 2009. تعرِض السِّلسلة المُؤَلَّفَة من ستة أجزاء التَّاريخ الطَّبيعي لِجُزر أوقيانوسيا؛ مثل: الجُزر المَرجانية ونيوزيلندا. أُنتج المُسَلسل بِالاشتراك مع قناة ديسكفري وكان مُنتج المُسلسل؛ «هو كُرودي». رواه بيندكت كامبرباتش. صُوِّرَ على مدار 18 شهرًا في مجموعة متنوعة من المواقع النَّائية في جميع أنحاء المحيط الهادئ؛ مثل: أنوتا (جزر سليمان)، جزر بانكس، الفرنسية شولز، بابوا غينيا الجديدة، جزر بالميرا المرجانية، شعب كينغمان المرجانية، توفالو، بالاو، أرخبيل كارولين، جزر تواموتو وجزيرة تانا في فانواتو.
في 6 مايو 2009، أصدرت بي بي سي وورلد وايد مقطعًا قصيرًا لِراكب الأمواج ديلان لونجبوتوم وهو يتصفح بحركة بطيئة ولقطات عالية الدقة معاينةً لِلمُسلسل، ما جذب رُدود فعلٍ إيجابية على موقع يوتيوب.
أُصدر المُسلسل على (DVD) و (Blu-ray Disc) في 15 يونيو 2009. في نهاية كُل حلقة مُدتها خمسين دقيقة، تأخذ ميزة مدتها عشر دقائق نظرةً من وراء الكواليس على تحديات تصوير المُسلسل.
أصدرت (Discovery International) المُسلسل في الولايات المتحدة تحت عنوان «Wild Pacific»، مع السرد الذي قدمه مايك رو.
تشكل السلسلة جزءًا من خيط «القارات» في وحدة التاريخ الطبيعي. وسبقها «Wild China» في عام 2008 وتبعتها «مدغشقر» في عام 2011.